# Ведьмина служба доставки
«Ве́дьмина слу́жба доста́вки» (яп. 魔女の宅急便 Мадзё но Таккю:бин, в англоязычном прокате — «Слу́жба доста́вки Ки́ки», англ. Kiki’s Delivery Service) — пятый полнометражный аниме-фильм режиссёра Хаяо Миядзаки, выпущенный в 1989 году студией «Гибли». Этот фильм стал четвёртым по счёту, выпущенным в широкий прокат этой анимационной студией, а также вторым фильмом Миядзаки по мотивам оригинального художественного произведения. Картина основана на одноимённой детской книге японской писательницы Эйко Кадоно. Сюжет фильма включает только некоторые эпизоды книги и не охватывает всё повествование (период действия в книге — год, а в аниме — летние месяцы). Она стала первой картиной, выпущенной студией «Уолт Дисней» в соответствии с договором о дистрибуции фильмов студии «Гибли»: в 1997 году был произведён дубляж, а затем прошла премьера в США на международном кинофестивале в Сиэтле (23 мая 1998). Картина выиграла Гран-при журнала Animage в 1989 году.

## Сюжет
Кики — 13-летняя ведьма-ученица, живущая на окраине маленького городка с отцом-учёным и матерью-ведьмой, изготавливающей целебные средства для местных жителей и обучающей дочь своему искусству. В таком возрасте, по традиции, ведьма должна улететь на годичную стажировку в чужой город, где нет других ведьм, и пожить за счёт предоставления его жителям своих профессиональных услуг. Мать беспокоит, что из всех нужных ведьме умений дочь освоила лишь полёт на метле, но Кики уверена в своей способности пройти испытание. Простившись с друзьями и прихватив папин красный радиоприёмник, Кики вместе со своим котом Зизи садится на материнскую метлу, и, столкнувшись при взлёте с ветвями деревьев, отправляется в дальний путь. Метла поначалу плохо слушается, тогда Кики просит кота включить радио, и дальше они летят под зажигательную мелодию. В пути они встречают ведьму, уже заканчивающую свою стажировку, которая просит их выключить музыку. Она поделилась с ними своим опытом, и этот разговор заставил Кики задуматься о своих профессиональных навыках. Вдруг прогремел гром и начался сильный дождь. Кики и Зизи поспешили укрыться, влетев в открытый люк на крыше вагона грузового состава, стоящего на боковом пути, и залезли в сетку с сеном для коров. Пока они спали, поезд тронулся и довёз их до берега моря. Вылетев на ходу из вагона, они направились к большому портовому городу, протянувшемуся вдоль залива.
Город назывался Корико, он понравился Кики, ведь там не было своей ведьмы. Сразу после прибытия Кики случайно устроила суматоху на дороге, чуть не врезавшись в автомобиль. За нарушение местный полицейский хотел было связаться с её родителями, но его внезапно отвлекает мальчик на велосипеде, давая Кики убежать. Вскоре Кики случайно проходит мимо местной булочной и становится свидетелем того, как её владелица Асона пытается сказать уже далеко отошедшей женщине с ребёнком, что та забыла в булочной детскую соску. Кики немедленно берёт соску и относит её по воздуху женщине с ребёнком. За помощь Асона предоставляет ей в качестве жилья комнату на чердаке и наталкивает на идею открыть службу доставки вещей по воздуху на метле. Но поначалу клиенты столь редки, что у Кики возникают тоскливые мысли, а когда они появляются, их запросы порой неадекватны силам 13-летней девчонки, деловое отношение клиентов к её услугам порой воспринимается Кики как шокирующее проявление бездушия, а некоторые доставки не проходят без приключений.
В этом городе Кики встречает мальчика-ровесника, любителя авиации по имени Томбо, которому нравится Кики, в особенности её способность летать. Хоть он и выручил её в день прибытия в город, сначала она сочла его хулиганом, и лишь благодаря вмешательству Асоны они смогли подружиться. Кот Зизи тоже влюбился в местную кошку по имени Лили и начал отдаляться от Кики. Через некоторое время после прогулки с Томбо на построенном им велосипеде с пропеллером (где они поговорили о том, остаётся ли полёт удовольствием после того как становится работой), Кики замечает, что перестала понимать Зизи и начинает терять привычную с детства способность летать на метле. Она вынуждена оставить работу курьером и начинает испытывать страх за своё будущее. К счастью для себя, Кики во время приключений с доставкой первого заказа познакомилась с молодой художницей по имени Урсула, которая уже прошла опыт самостоятельной жизни с юного возраста и творческий кризис взросления. Художница приглашает её в свою лесную избушку позировать, они разговаривают о таланте и творческой самореализации, о сходстве колдовства и художественного вдохновения, и Урсула делится с Кики опытом, как можно возвратить себе утраченные способности.
По возвращении в город Кики узнаёт, что остановившийся в городе на ремонт дирижабль сорван ветром с привязи, а унесённый на нём Томбо находится на краю гибели. Спеша ему на помощь, Кики вновь решается взлететь, используя необъезженную, позаимствованную у дворника уличную щётку. Вернув себе волшебную силу и получив признание среди горожан за свой подвиг, Кики сообщает в письме своим родителям, что в городе ей нравится и стажировка проходит успешно.
Во время конечных титров идёт продолжение сюжета — Томбо с друзьями построил самолёт на мускульной тяге и Кики на метле сопровождает его в полёте; Кики летит на доставку и берёт вместе с котом Зизи на метлу одного из его котят; стоя у витрины, где она когда-то огорчалась непривлекательностью своего платья, Кики замечает маленькую девочку, подражающую ей в одежде.

### Сюжетные отличия от книги
Оригинальная детская книга Эйко Кадоно, на которой основан фильм, заметно отличается от последнего. Роман Кадоно состоит из маленьких историй о различных людях и случаях, с которыми сталкивается Кики за время работы в качестве курьера. Главная героиня преодолевает препятствия и расширяет круг своих друзей благодаря своему добросердечию. Она не сталкивается с травмами и кризисами. Наиболее драматичные элементы, такие как ослабление способности к колдовству у Кики или катастрофа с дирижаблем, были специально придуманы для фильма. Миядзаки сталкивает Кики с большими испытаниями и чувством одиночества, чтобы яснее показать в фильме тему самостоятельности и взросления. Миядзаки отмечает: «Кино всему придаёт правдоподобие, так что Кики предстоит больше неудач и одиночества, чем в оригинале». Одно из серьёзнейших испытаний — потеря способности летать — имеет лишь слабые параллели с книгой, где Кики после поломки метлы в результате похищения надо лишь починить её и объездить её заново. В книге описывается год жизни Кики целиком, в фильм же вошли лишь некоторые летние эпизоды.
Некоторые элементы приключений Кики из пропавших эпизодов перешли в новые, специально придуманные для фильма. Например, в сценарии изменены обстоятельства знакомства Кики с Томбо, в результате исчезла сцена на пляже, после которой Кики смеётся над Томбо, пострадавшим при попытке взлететь на украденной у неё метле, но Миядзаки считал важным показать её смех, и ради этого вставил сцену смеха Кики над Томбо после падения в конце их велопрогулки. Как и в книге, в фильме Кики приходится лететь на чужой непослушной метле, но это происходит ради спасения не мальчика в море, а Томбо, висящего на дирижабле, а свою метлу Кики ломает, пытаясь взлететь с разгона с края обрыва, так, как в книге это сделал Томбо.

## Персонажи
Слева — иллюстрация Акико Хаяси из оригинального произведения Эйко Кадоно, справа — кадр из фильма
Кики (яп. キキ) — тринадцатилетняя девочка, ведьма-ученица, покидающая родной дом, чтобы пройти годичную практику. Кики носит тёмно-фиолетовое платье, а на волосах — красный бант. Изначально художник по персонажам Кацуя Кондо разрабатывал образ Кики, следуя иллюстрациям для книги, сделанными Акико Хаяси, где Кики изображена девочкой с длинными волосами и румянцем на щеках, однако, оценив трудоёмкость анимирования развевающихся на ветру длинных волос, он вынужден был через промежуточный вариант со стягивающими волосы резинками прийти к образу с короткими волосами.
Кики энергична, доброжелательна, трудолюбива. Она доверяет людям не проверяя, она следует своим чувствам и ощущению счастья. С родителями она ведёт себя как маленькая, но когда ей приходится рассчитывать только на себя, становится серьёзной.
Из всех волшебных умений, которым её учили с детства, Кики освоила только полёты на метле, если не брать в расчёт её способность разговаривать со своим другом — ведьминским чёрным котом Зизи. С другими животными она разговаривать не умеет и при необходимости пользуется помощью кота как переводчика. Быть ведьмой для Кики — значит работать по древней и редкой маминой профессии. Миядзаки отмечает, что в отличие от героинь аниме и сериалов про девочек-волшебниц, ведьминское искусство не даёт Кики никаких преимуществ для лёгкого исполнения своих желаний, и тем она похожа на множество молодых девушек, приезжающих в столицу Японии с надеждой на свой талант рисовать мангу. Миядзаки ставит перед Кики такую же, как перед ними, задачу самореализации и обретения финансовой и духовной самостоятельности, преодоления рутины в своём деле. Ради этого в сценарий был введён отсутствующий в книге момент потери способности летать, а также жёсткий урок от столкновения с клиентами, ожидающими от неё более делового подхода: что Кики будет выполнять доставку за плату, а не ради признательности клиентов. Описанные в книге Кадоно «гонорары» за работу вряд ли позволили бы ей прожить в городе при подчёркиваемой в фильме Миядзаки дороговизне магазинов.
Сэйю: Минами Такаяма
Зизи (яп. ジジ Дзи-Дзи) (Джи-Джи или Дзи-Дзи в ранних переводах) — чёрный кот, друг Кики. Согласно книге, он её ровесник, так как ведьминский кот вырастает из чёрного котёнка, родившегося одновременно с девочкой-ведьмой и растущего вместе с ней, отсюда же и способность Кики и Зизи разговаривать друг с другом. По характеру Зизи осторожен, что особо заметно на фоне импульсивности и порывистости Кики. Кроме того, Зизи не лишён сарказма и доли иронии. В понимании Миядзаки, Зизи не вполне самостоятелен, а представляет собой незрелую часть Кики. В оригинале «мальчишеский» голос кота озвучен актрисой, в англоязычных и русских дубляжах голос «приведён в соответствие с полом».
Сэйю: Рэй Сакума
Асона (яп. オソノ Осоно) (Осоно в ранних переводах) — хозяйка маленькой булочной в городе Корико, в котором остановилась Кики. Она беременна, в книге её роды наступили на следующий день после прибытия Кики, в фильме это происходит в самом конце. Асона первой в городе проявила внимание к Кики и отнеслась к ней с добротой. Отношение Асоны к Кики походит на материнское, она ухаживает за Кики, когда та простужается, переутомившись и попав под дождь во время доставки, принимает участие в устройстве личной жизни ведьмы. Асона поддержала идею Кики начать доставлять небольшие посылки, предоставила помещение и телефон, дала подработку в своей булочной и объяснила ей основы ведения бизнеса.
Сэйю: Кэйко Тода
Урсула (яп. ウルスラ Урусура) — молодая художница, на вид 18-19 лет. Летом живёт в лесу, в небольшом домике в пригороде Корико. Одета в красную майку и джинсовые шорты. В книге роль Урсулы в судьбе Кики незначительна, в фильме они становятся подругами. Урсула, сравнивая волшебство и вдохновение, объясняет огорчённой из-за потери способности летать Кики, что такое бывает и у неё — художницы, и, чтобы найти своё предназначение в этом мире, надо уметь преодолевать период упадка сил упорной работой, а если не получается вернуть вдохновение упорным трудом, «надо побольше гулять и выспаться хорошенько».
Сэйю: Минами Такаяма
Томбо Копори (яп. トンボコポリ) — мальчик из Корико, ровесник Кики, позднее подружившийся с ней. Согласно книге, кличка «Томбо» (от яп. 蜻蛉 «стрекоза») была дана ему из-за очков и увлечения полётами. Томбо является членом авиаклуба, где занимается изготовлением самолёта с мускульным приводом. В книге он не пытается ухаживать за Кики, интересуясь больше её метлой и способностью летать, однако они всё равно становятся друзьями после того, как она простила ему похищение материнской метлы для исследования её летных свойств и её поломку. Миядзаки полагал, что результатом знакомства Кики и Томбо будет, скорее всего, не любовь, а добрая крепкая дружба, и оценивал его роль в фильме как шута.
Сэйю: Каппэй Ямагути
Булочник (яп. ベーカリー Бэ:кари:) — булочник Фукуо (フクオ), муж Асоны. Он высокий, физически крепкий и немногословный (за весь фильм произносит одну реплику). Причиной молчаливости его образа является идея авторов о том, что в силу возраста у Кики нет тем для разговора с чужим взрослым мужчиной. Его внешняя суровость также помогает демонстрации первоначально возникшего у Кики и Зизи чувства одиночества и незащищённости в чужом городе. Тем не менее он тоже заботится о Кики, делает ей рекламный пряник для витрины, высматривает её, когда она задержалась во время доставки в дождь.
Сэйю: Коити Ямадэра
Оку-сама (яп. おクさま) — одна из клиенток Кики. Видно, что она очень пожилая, страдает артритом, относится к аристократическому роду. Первоисточником её образа в книге была пожилая, трудолюбивая, но очень бедная и изобретательная вдова. В фильме через этот персонаж Миядзаки планировал показать, как Кики находит себе друзей. Оку-сама добросердечна, но её внучка совершенно этого не ценит.
Сэйю: Харуко Като
Берта (яп. バーサ Ба:са) — управляющая в доме Оку-сама, отсутствующий в книге персонаж, придуман Миядзаки, чтобы дать Оку-сама компаньонку. «Баса», другой вариант произношения её имени, является транскрипцией японского произношения имени «Берта».
Сэйю: Хироко Сэки
Внучка (яп. 老婦人の孫娘 ро:фудзин но магомусумэ) — празднующая день рождения клиентка Кики, которой нужно было в дождь доставить пирог от бабушки, Оку-сама. Надменность внучки при получении посылки и её равнодушие к чужому труду и заботе произвело на Кики и Зизи настолько неприятное впечатление, что одно её присутствие среди друзей Томбо заставило Кики довольно грубо попрощаться с ним во время прогулки и уйти пешком. Этот отсутствующий в книге персонаж был придуман Миядзаки, чтобы предельно жёстко и откровенно продемонстрировать Кики наивность её представлений о том, что её всегда будут принимать с радостью из-за ведьминства, а также о том, что она должна делать свою работу просто потому, что ей за это платят, а добрый клиент — это везение.
Сэйю: Кэйко Кагимото
Маки (яп. マキ) — соседка и первая заказчица Кики, хозяйка кошки Лили, подруги Зизи, успешный модельер. Кики завидует ей во время застоя в делах. Разрабатывая образ Маки, Кацуя Кондо стремился сделать её похожей на стройную актрису из старых европейских фильмов. В книге её образ гораздо скромнее и не даёт поводов для зависти.
Сэйю: Кикуко Иноуэ
Кокири (яп. コキリ) — мама Кики. Кокири тоже ведьма, она готовит волшебные травяные настои для лечения многих болезней в родном городке Кики. Её волнует то, что Кики недостаточно серьёзна и обучена, чтобы успешно пройти стажировку.
Сэйю: Миэко Нобусава
Окино (яп. オキノ) — отец Кики. По книге Эйко Кадоно, он профессор, изучающий сказания и обычаи, связанные с ведьмами. Он не из ведьминской семьи и не имеет магических способностей, познакомился с мамой Кики в юности, когда та прилетела в городок на стажировку. По словам Кацуи Кондо (разработчика образа Окино), он рисовал Окино, основываясь на образе актёров Дэвида Маккаллума и Акиры Тэрао.
Сэйю: Коити Миура

## Создатели
- Автор оригинала: Эйко Кадоно
- Режиссёр и сценарист: Хаяо Миядзаки
- Художник-постановщик: Хироси Оно (大野 広司)
- Дизайн персонажей: Кацуя Кондо (近藤 勝也)
- Композитор: Дзё Хисаиси
- Цветовой дизайн: Митио Ясуда (保田 道世)
- Вокал: Юми Араи (松任谷 由実 / 荒井 由実) — песни: «Rouge no Dengon», «Yasashisa ni Tsutsumareta nara»
- Анимация: Кацуя Кондо (近藤 勝也) 
Ёсифуми Кондо (近藤 喜文) 
Синдзи Оцука (大塚 伸治)
- Продюсеры: Ясуёси Токума (徳間 康快) 
Тору Хара (原徹 / 保波順)
- Смешанные роли:
  - Планировщик: Тацуми Ямасита (山下辰巳 / 山下辰己)
  - Монтаж: Такэси Сэяма (瀬山武司)
  - Планировщик: Хидэо Огата (尾形英夫)

### Озвучивание ролей
| Роль                             | Оригинал          |
| -------------------------------- | ----------------- |
| Кики                             | Минами Такаяма    |
| Урсула                           | Минами Такаяма    |
| Зизи                             | Рэй Сакума        |
| Асона                            | Кэйко Тода        |
| Томбо                            | Каппэй Ямагути    |
| Маки, дизайнер одежды            | Кикуко Иноуэ      |
| Кэтто, племянник Маки            | Юрико Футидзаки   |
| мать Кэтто                       | Мика Дои          |
| отец Кэтто                       | Такая Хаси        |
| бабушка Кэтто                    | Ёсико Асаи        |
| Оку-сама                         | Харуко Като       |
| Берта, компаньонка Оку-сама      | Хироко Сэки       |
| внучка Оку-сама                  | Кэйко Кагимото    |
| булочник Фукуо, муж Асоны        | Коити Ямадэра     |
| смотритель часов на башне ратуши | Томомити Нисимура |
| бабушка Дора                     | Сё Сайто          |
| офицер полиции/диктор            | Коити Ямадэра     |
| работник отеля                   | Симпати Цудзи     |
| капитан дирижабля                | Акио Оцука        |
| дворник, одолживший Кики швабру  | Такаси Тагути     |
| опытная ведьма-стажёр            | Юко Кобаяси       |
| малыш                            | Тика Сакамото     |
| Кокири (мать Кики)               | Миэко Нобусава    |
| Окино (отец Кики)                | Коити Миура       |

## Производство
Проект создания мультфильма «Ведьмина служба доставки» начался весной 1987 года, когда продюсерская фирма Fudosha сделала фирме «Токума Паблишерс», которая вела все коммерческие дела студии «Гибли», предложение сделать фильм по одноимённой книге Эйко Кадоно. Руководить созданием фильма должны были Хаяо Миядзаки или Исао Такахата, но, поскольку Миядзаки был занят производством картины «Наш сосед Тоторо», а Такахата — «Могилой светлячков», Миядзаки смог взять на себя только роль продюсера, а само производство, в том числе режиссуру, было решено отдать в руки молодых сотрудников «Гибли». Длительность фильма, рассказывающего историю Кики как обычной девочки, должна была быть не больше 70-80 минут.
Как фильму для девочек, «Ведьминой службе доставки» требовалась подходящая песня. Миядзаки с самого начала планировал, что это будет песня Юми Араи. Песню «Rūju no Dengon» (яп. ルージュの伝言, «Записка помадой») он слышал ещё во время работы в Nippon Animation. По его мнению, она по-прежнему звучала свежо и удачно подходила для целевой аудитории фильма. Также рассматривалась песня «Central Freeway», но её сочли неподходящей из-за упоминаемых в ней аэропорта Тёфу и других мест Токио.
Кацуя Кондо, который работал вместе с Миядзаки над «Тоторо», взялся за разработку основных персонажей. Также работавший над «Тоторо» Кадзуо Ога порекомендовал Хироси Оно в качестве художника-постановщика. Осталось найти режиссёра и сценариста. Продолжая работать над «Тоторо», Миядзаки лично просмотрел работы многих кандидатур, но так и не принял окончательного решения. В студии «Гибли» взяли переработанный сценарий «Кики» от Нобуюки Иссики, но Миядзаки счёл, что при всех достоинствах тот суховат и не соответствует концепции фильма, где он хотел показать параллели между героиней «Службы доставки» и молодыми художницами студии.
Когда работа над «Тоторо» была завершена и Миядзаки смог более плотно приступить к работе над «Кики», в первую очередь он взялся за сценарий. Место действия оригинальной книги не похоже ни на Японию, ни на Европу, для фильма местом действия стала «альтернативная Европа 50-х годов, где не было Второй мировой войны». Не вся техника в фильме в стиле 50-х годов, например, показанный в начале картины пассажирский биплан похож на самолёт 1930-х годов «Handley Page H.P.42», все экземпляры которого были уничтожены в 1941 году. Город Корико, где поселилась Кики, должен был соответствовать «японским представлениям о старом европейском городе», стоящем «одной стороной на берегу Средиземного, а другой — Балтийского моря».

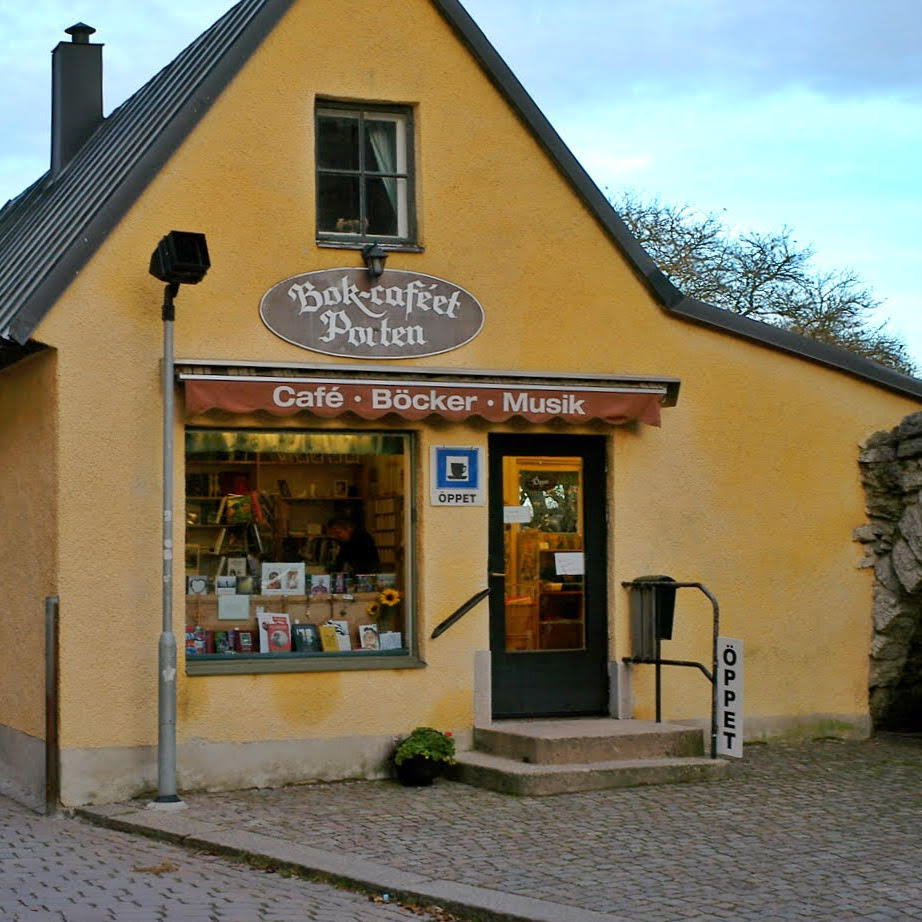
Кафе/пекарня «Портен» в городе Висбю, Готланд

Побывавший в Швеции во время неудачных переговоров об экранизации книги «Пеппи Длинныйчулок», Миядзаки организовал поездку ведущих членов его команды с посещением Стокгольма и острова Готланд в Швеции, а также Аделаиды в Австралии, чтобы дать им материал для более достоверной отрисовки места действия. Итогом поездки стали 80 рулонов плёнки по 24 кадра в каждом с видами городов и три коробки других материалов. Город Корико в итоге стал похож на город Висбю на шведских островах, только больше, центральные улицы рисовались с центральных торговых улиц Стокгольма, а переулки получились по образцу Гамла Стан, старой его части, со стокгольмских были скопированы и имена улиц города Корико, например, «Klara Norra Ky» взята с Klara Norra Kyrkogata. Помимо того, в отдельных местах Корико можно заметить черты Парижа, городов Ирландии, и даже торгового района Гиндза в Токио.
Продолжающаяся разработка персонажей требовала появления новых сюжетных линий. Появилась линия с дирижаблем (похожее происшествие, но без жертв и угрозы жизни экипажа, случилось с дирижаблем ВМФ США Los Angeles в 1927 году). Безымянная художница-клиентка из книги получила имя Урсула и стала подругой и наставницей Кики. В книге на её картине изображена ведьма с котом, но для фильма содержание картины сочли неважным, лишь бы она производила сильное впечатление. Миядзаки изначально думал, что ему придётся написать её самому, но в итоге решил взять за основу одну из картин, созданных в середине 70-х годов учениками школы города Хатинохэ для серии выставок под общим названием «Корабль, летящий над радугой» (яп. 虹の上をとぶ船). Это была одноцветная гравюра по дереву. Разрешение на использование картины было получено от преподавателя школы, руководившего её созданием. Получив от Миядзаки ксерокопию иллюстрации, художник по фонам Кадзуо Ога расцветил картину, сымитировав рисунок маслом, добавил лицо Кики, изменил фон.
Новые идеи уже не укладывались в сюжет оригинальной книги, и Эйко Кадоно стала тянуть время, не желая одобрять настолько отличающийся от её произведения сценарий. Миядзаки и продюсер Тосио Судзуки были вынуждены ехать к писательнице домой и пригласили её посмотреть работу над фильмом в студии. Лишь после этого «вольности» в сценарии были санкционированы. 8 июля 1988 года сценарий был готов окончательно и нёс в себе так много оригинальных идей Миядзаки, что стало ясно, что никто, кроме него, реализовать его как режиссёр не сможет. Сунао Катабути, до этого исполнявший обязанности режиссёра, стал его помощником. За время работы над сценарием картина разрослась с исходных 70-80 минут сначала до 90, а после расширения отдельных частей в процессе раскадровки (особенно много добавила, например, линия с собакой Джефом) — до 103 минут.
Как и предыдущие фильмы студии, «Ведьмина служба доставки» была создана по классической «целлулоидной» технологии. В расцвечивании персонажей на целлулоиде было использовано 465 различных цветов, что позволило получить более мягкий и живой рисунок, при этом около 25 цветов было использовано впервые (для сравнения, в японской телевизионной анимации обычно используется около 200 цветов). Важность цветовых решений для данного фильма была подчёркнута указанием должности Митио Ясуды как «цветового дизайнера» (яп. 色彩設計), в то время как в предыдущем фильме она была «супервайзер по цвету» (яп. 色彩チーフ). Для получения реалистичных изображений огня, дыма, теней использовалась техника двойного и частичного экспонирования (хотя в сцене с коровами обошлись без неё, введя дополнительные цвета). Несколько эпизодов были сняты с применением тотальной анимации.

### Спонсорство и название фильма
В названии фильма (и книги) использовано слово таккюбин (яп. 宅急便 таккю:бин, букв. «домашняя быстрая почта»), придуманное в японской компании Yamato Transport, которое быстро стало синонимом слова такухаибин (яп. 宅配便, букв. «почта с доставкой на дом»). В фирме не сразу смирились с появлением сначала книги Эйко Кадоно, а затем и фильма с этим словом в названии, однако японское законодательство не требовало брать разрешение на его использование, и в итоге победило решение спонсировать создание фильма. Этому способствовало наличие изображения чёрной кошки, несущей котёнка, на логотипе фирмы и рекламного лозунга «Таккюбин чёрных кошек „Ямато“».

## Прокат
20 марта 1988 года была проведена конференция фирмы «Токума» с участием Миядзаки и президента фирмы «Ямато», посвящённая производству фильма. Фирма «Ямато» участвовала в распространении рекламных материалов фильма. В японский кинопрокат фильм был выпущен 29 июля 1989 года, в следующем году был показан по телевидению. Вскоре после выхода фильма был создан дубляж фильма на кантонском диалекте китайского языка для проката на территории Гонконга и Тайваня, в 1990 году по договору со «Streamline Pictures» был выпущен английский дубляж для показа на «Japan Airlines». Были и показы на фестивалях, в частности, в 1993 году он был представлен в Вашингтонском университете на аниме-фестивале в США.
В 1996 году между фирмой «Токума» и студией «Дисней» был заключён договор о дистрибуции фильмов студии «Гибли», и «Ведьмина служба доставки» стала первым фильмом, который был дублирован для проката в США в рамках этого договора. Договор предусматривал всемирный (за исключением стран Азии, но включая Японию) видеопрокат на VHS и Лазердиск. Впоследствии в этот договор был дополнен правом продаж на DVD.

### Адаптация фильма для иностранного зрителя
Озвучивание кота Зизи в японском оригинале актрисой поднимало вопрос, должен ли он быть озвучен актрисой и при дубляже? В обзоре фильма, сделанном в 1998 году Скоттом Хэмилтон и Крисом Холланд, высказывалось мнение, что женский голос котов соответствует японским культурным традициям, а для других стран он должен быть мужским. Поскольку озвучивание мальчиков актрисами практикуется во всём мире, это может показаться неубедительным, тем не менее как в первом дубляже на английский язык, сделанном «Streamline», так и в последующих, кот Зизи был озвучен мужским голосом. Оригинальное японское название фильма отсылает к ведьминской профессии, а не к имени Кики, но его англоязычным прокатным названием стало «Kiki’s Delivery Service». В студии «Гибли» перевод «Streamline» сочли точным, хотя там и были некоторые добавления, а текст был оптимизирован под движения губ персонажей. Он был включён в сборник фильмов «Гибли» на LaserDisk в 1996 году в качестве дополнительной дорожки, и таким образом стал доступен российским пиратам.
При подготовке к прокату фильма в США студия «Дисней» получила перевод «Streamline» в качестве образцового, но решила сделать дубляж на основе собственного перевода, а полученный ими из Японии перевод использовать для субтитров. Перевод для «Диснея» был сделан довольно точно. При подборе вариантов перевода предпочтение отдавалось фразам, наиболее часто употребляемым в подобных обстоятельствах американцами.
Однако сценарий английского дубляжа был заметно изменён в сравнении с японским оригиналом с целью адаптации фильма для местного зрителя:
- Коту Зизи добавили множество дополнительных комических диалогов и фразу: «Ты меня слышишь», чтобы показать, что в итоге Кики вернула себе способность понимать своего друга[51]. Его озвучил знаменитый комик Фил Хартман, который ушёл из жизни вскоре после завершения работы по озвучиванию; в конце английской дублированной версии, после титров, имеется надпись: Памяти Фила Хартмана 1948—1998.
- Оригинальная музыка была частично заменена, в беззвучных местах оригинала были сделаны дополнительные музыкальные вставки, выполненные композитором Полом Чихара. Темы для них брались не только из оригинальной музыки к фильму, но и, например, из композиции «В пещере горного короля» сюиты «Пер Гюнт» Эдварда Грига[52]. От звучавших во время начальных и конечных титров песен Юми Араи было решено отказаться в пользу написанных певицей и композитором Сидни Форест песен «Soaring» и «I’m Gonna Fly».
- Была проведена адаптация к реалиям жизни американских подростков и «правилам хорошего тона». В диалоге прощания Кики с подругами перед отлётом её спрашивают о красивом мальчике, а не о танцах во время стажировки. Подруги Томбо выражают обеспокоенность внезапным уходом Кики, Урсула во время автостопа говорит, что узнала не захотевшего остановиться водителя. Поскольку в США кофе считается неподходящим напитком для несовершеннолетних, в диалоге во время сцены, когда Асона угощает Кики кофе, они пьют горячий шоколад. На видео, выпущенном с японской звуковой дорожкой и английскими субтитрами, несмотря на хорошо слышное слово «кохи» (кофе) в титрах также был указан горячий шоколад.

Миядзаки говорил, что кот Зизи — это «незрелая сторона» Кики, а тем, что она теряет способность общаться с ним, в фильме показывается, что Кики становится взрослее, набирается жизненного опыта, поэтому популярно мнение, что благодаря низкому голосу Хартмана и добавленным фразам, особенно финальной, образ Зизи в дубляже «Дисней» изменился и превратился из товарища по детским играм в комичного ментора. Переводчик Гуалтьеро Каннарси, руководивший дубляжем фильма на итальянский язык, утверждал, что сделанные «Диснеем» изменения превратили «Службу доставки» в другой фильм. Однако прокатный договор со студией «Дисней» подразумевал, что она не имеет права на самостоятельные сокращения или изменения музыки при дубляже, а должна просить об этом правообладателя, а значит в студии «Гибли» предложенные прокатчиком изменения сочли не важными. О том, насколько эти изменения способствовали популярности фильма в США, можно судить по тому, что после появления перемонтированного варианта дубляжа Дисней, приближенного к японскому оригиналу, многие критики сожалели об удалённых «отсебятинах». Впервые этот вариант был выпущен на DVD 2 марта 2010 года, в нём была исправлена музыка, звуковые эффекты, убраны добавленные диалоги (в том числе конечная фраза Зизи). Тем не менее часть отклонений от оригинала, особенно в плане изменённых диалогов, в нём сохранилась.
В Италии фильм выходил в двух вариантах дубляжа: на базе дубляжа «Диснея» и на основе оригинального фильма. Первый был выпущен на DVD в 2001 году. Руководивший переводом Гуалтьеро Каннарси был недоволен, что ему приходится делать дубляж на основе звуковой дорожки, полученной от «Диснея», и постарался перестроить диалоги, чтобы приблизить их к японскому оригиналу, но в полной мере это сделать не удалось. Итальянские субтитры этого дубляжа не совпадают со звуковой дорожкой. Вместо оригинальных песен Юми Араи были использованы итальянские переводы песен Сидни Форест. Во втором издании, вышедшем в 2013 году, за основу была взята оригинальная японская звуковая дорожка, все добавки, которые были вставлены для «диснеизации» фильма, были удалены. Хотя некоторые актёры между первым и вторым дубляжем поменялись, но в соответствии с концепцией оригинального фильма Кики и Урсула озвучивались голосом одной актрисы как в первой, так и во второй версии. Зизи был озвучен актрисой, ранее уже озвучивавшей мальчиков.
В испанской версии мультфильма Кики была переименована в Nicky и, соответственно, мультфильм назывался: «Nicky la aprendiz de bruja», что означает: «Ни́ки — юная ведьмочка-ученица». Обычно это объясняют тем, что слово «Кики» созвучно слову «quiqui» кастильского диалекта испанского языка, часто употребляемого в сленговом выражении «echar un quiqui», означающем «быстрый секс».

### Демонстрация фильма в России
К тому времени, когда в 2008 году фирма RUSCICO, специализирующаяся на выпуске киноклассики на DVD, объявила о покупке прав на прокат 7 фильмов студии Миядзаки, в числе которых была и «Ведьмина служба доставки». В компании считали, что классический мультфильм найдёт отклик у зрителя, уставшего от 3D-мультфильмов, и надеялись расширить зрительскую аудиторию, «сломав сформированный засильем телевизионных аниме-сериалов представления об аниме как о второсортном кино».
Перевод был заказан лингвисту, специалисту по японскому языку и ценителю аниме Анне Паниной. Первые версии её перевода были сделаны задолго до российского проката и даже выкладывались переводчицей в виде субтитров.
В кинопрокат фильм был выпущен осенью 2008 года в 14 прокатных копиях, и собрал 3,3 тысячи зрителей, однако выпуск дубляжа на DVD, последовавший через год после начала кинопроката, 30 ноября 2009 года был весьма успешен, надёжно удерживаясь на первых местах продаж в магазине «Озон» в течение весны-лета 2010 года, и даже опережая только что вышедший фильм Миядзаки «Рыбка Поньо на утёсе».

## Производная продукция

### Саундтреки
Музыку к аниме написал японский композитор Дзё Хисаиси. Кроме того, в сборник вошли две песни Юми Араи 1970-х годов, использованные в фильме: «Ryuuju no Dengon (Message of Rouge)» и «Yasashisa ni Tsutsumareta nara (If I’ve Been Enveloped by Tenderness)». «Ryuuju no Dengon» звучала в фильме без последнего куплета, и в том же виде попала на диск. После первого выпуска в 1989 году, диск переиздавался ещё дважды: в 1996 и 2006 году.
1. Hareta Hi ni…(On a Clear Day…) — 2:16
2. Tabidachi (Departure) — 2:53
3. Umi no Mieru Machi (A Town with an Ocean View) — 3:00 («Meguru kisetsu» со словами)
4. Sota Tobu Takkyuubin (Flying Delivery Service) — 2:09
5. Pan-ya no Tetsudai (Helping the Baker) — 1:04
6. Shigoto Hajime (Starting the Job) — 2:15
7. Migawari Jiji (Substitute Jiji) — 2:46
8. Jyefu (Jeff) — 2:30
9. Ooisogashi no Kiki (Very Busy Kiki) — 1:17
10. Paatii ni Maniawanai (Late for the Party) — 1:07
11. Osono-san no Tanomigoto… (Osono’s Request) — 3:01
12. Puropera Jitensha (Propeller Bicycle) — 1:42
13. Tobenai! (I Can’t Fly!) — 0:46
14. Shoushin no Kiki (Heartbroken Kiki) — 1:11
15. Urusura no Koya he (To Ursula’s Cabin) — 2:05
16. Shimpi naru E (A Mysterious Painting) — 2:20
17. Bou-Hikou no Jiyuu no Bouken Gou (The Adventure of Freedom, Out of Control) — 1:06
18. Ojii-san no Dekki Burasshu (The Old Man’s Deck Brush) — 1:59
19. Dekki Burasshu de Rendezvous (Rendezvous on the Deck Brush) — 1:02
20. Ryuuju no Dengon (Message of Rouge) — 1:45
21. Yasashisa ni Tsutsumareta nara (If I’ve Been Enveloped by Tenderness) — 3:09

### Манга
После выхода фильма в 1989 году фирма «Такума» выпустила мангу в четырёх томах с иллюстрациями из фильма под названием «яп. フィルムコミックス　魔女の宅急便» (Комикс по аниме «Ведьмина служба доставки»). Манга содержит все диалоги из фильма. В 2006 году фирма VIZ Media издала её на английском языке.

## Сюжетные линии и проблематика фильма
Одна из главных тем фильма, отмеченных критиками, это взросление. Подрастая с любящими родителями, поддерживающими её самостоятельность, Кики встречает взрослые проблемы, такие как поиск работы, признание, необходимость позаботиться о себе. Также раскрывается вопрос уязвимости, показанный через утреннюю сцену с булочником.
Ещё один вопрос — переход от традиций к современности, между чем балансирует Кики. Кики соблюдает ведьминскую традицию ношения тёмного платья, но украшает волосы ярким красным бантом. Она также связана с традицией тем, что готовит пищу в дровяной печи и летает на старой материнской метле. Здесь продолжается сказочная традиция, что ведьма должна иметь компаньоном чёрного кота, использовать метлу для полёта и носить тёмное платье.
Кики сравнивалась с другими героинями Миядзаки, с Сан из «Принцессы Мононоке», которая, при совершенно другой мотивации, тем не менее так же самостоятельно строит свою жизнь, с Навсикаей из фильма «Навсикая из Долины ветров», которая также сталкивается с вопросом самостоятельности. Ещё одно сравнение было с Тихиро из «Унесённых призраками», поскольку обе девочки обретают независимость, не проходя через бунтарство. Тихиро смогла развить свою самостоятельность с помощью своих друзей и родителей, точно так же, как Кики покидает своё селение с благословения родителей.

## Популярность, критика и награды
Фильм был признан наиболее популярным и финансово успешным в Японии в 1989 году.
Японское издание фильма стало лидером продаж аниме на DVD на 7 февраля 2001 года.
Он был отмечен премией Агентства по делам культуры Министерства образования Японии.
После выхода фильма в 1989 году общая выручка от проката составила ¥2 170 000 000 (18 000 000 долларов США).
Выпуск диснеевской версии фильма на VHS стал восьмым из наиболее продаваемых наименований на фирме Blockbuster в течение первой недели. Всего было продано более миллиона копий. В России фильм в ходе кинопроката 2008 года просмотрело 3,3 тысячи человек, сборы составили 486 тыс. рублей, однако последовавший за кинопрокатом выпуск DVD занимал первые места по продажам в российском интернет-магазине «ОЗОН» в течение весны-лета 2010 года.

### Критика
В США, после премьеры диснеевского выпуска фильма, издание Entertainment Weekly 4 сентября 1998 года оценило картину как «лучшее видео 1998 года». Телевизионная программа «Siskel and Ebert» также дала высокую оценку «Службе доставки Кики», поместив её в список лучших анимационных лент 1998 года. Не менее удачными были и последующие официальные релизы картины. На сайте «Rotten Tomatoes» «Службе доставки Кики» дали 100-процентную качественную оценку по отзывам критиков.
Консервативная христианская группа «Обеспокоенных за Америку женщин» пыталась остановить выход на экраны «Службы доставки Кики», опубликовав 28 мая 1998 года статью «Дисней окунается в японское колдовство». В статье содержался призыв бойкотировать картины Уолта Диснея, обосновываемый тем, что они якобы, под видом детских картин, потакая японским аниматорам, стараются разрушить крепкую американскую семью. В ответ на это появилась статья Франклина Харриса, в которой на основании семейных сцен с участием Кики утверждалось, что фильм, наоборот, проповедует семейные ценности, хотя и не христианские, но последнее было бы странно требовать от фильма, созданного в нехристианской стране.
В России после выхода фильма в официальный кинопрокат в 2008 году критик Роман Волобуев в своей рецензии отмечает влияние на фильм работ итальянских неореалистов и, утверждая, что Миядзаки предлагает в нём рецепт от всех горестей в виде «противопоставить несовершенному миру трудолюбие и самодисциплину», который не для всех срабатывает, в то же время хвалит вложенный в уста художницы Урсулы «самый правильный на свете ответ на вопрос, как быть, когда тошно, метла поломалась и нет вдохновения: „Хорошенько высыпайся и много гуляй пешком“». Обозреватель интернет-издания «Газета.ру» Дарья Горячева отметила, что при создании фильма «вместо детской сказки о маленькой ведьме у Миядзаки получилась притча о взрослении», при котором теряется волшебство, «но Миядзаки оставляет лазейку: даже будучи взрослым, возможно творить волшебство и верить в чудо, только теперь это будет даваться не так просто и естественно».
Известный российский киновед, эксперт по аниме Борис Иванов выступил со статьёй, в которой заявил о своём принципиальном несогласии с основной идеей фильма. По его мнению, в детской книге Кадоно самостоятельность Кики была лишь приманкой для детей, мечтающих о жизни без родительской опеки, «основным же смыслом книги была проповедь сердечности, участливости, готовности помогать ближним и дальним», Миядзаки же «перевернул „Службу“ с ног на голову», сняв фильм о проблемах и испытаниях, которые обрушиваются на молодого человека, когда он пытается начать жить самостоятельно. «Режиссёр стремился показать, что независимая жизнь, при всех её трудностях и невзгодах, приводит к духовному росту и что любые препятствия можно преодолеть, если не сдаваться, хорошо относиться к людям и в трудные минуты не отвергать помощь, предлагаемую от чистого сердца» и тем вдохновить молодых японок на более активную жизненную позицию. Но, по мнению критика, такое путешествие в самостоятельность было бы оправдано, лишь если бы Кики было 18 лет, добрая булочница и художница не должны заменять родителей. Тем не менее критика восхищает «очаровательный мультфильм с массой забавных и эмоциональных сцен, яркими персонажами и напряжённым финалом», очень красивый, один из сильнейших примеров «женского аниме», то есть выстроенный «вокруг женской психологии и женского отношения к жизни».
Тодд Сьолек в своём обзоре на AnimeNewsNetwork так обозначил место фильма среди произведений студии «Гибли»:

При подытоживании личного списка любимых фильмов Гибли «Ведьмина служба доставки» обычно отходит в сторону. Она не столь неровно привлекательна, как «Навсикая из долины ветров», не столь почитаема, как «Унесённые призраками», не столь безусловно лична, как «Порко Россо» или «Ветер крепчает». Хотя немногие из этого семейства так комфортно завершены, этот фильм делает в точности то, что задумано, и делает это с непоколебимым сдержанным шармом. Это делает его одним из лучших достижений в каталоге «Гибли».Оригинальный текст (англ.)Kiki's Delivery Service often drifts to the side when everyone rounds up their favorite Studio Ghibli films. It's not as raggedly engaging as Nausicaä of the Valley of the Wind, as respected as Spirited Away, as unmistakably personal as Porco Rosso and The Wind Rises. Yet few of its kin are as comfortably accomplished; the film does precisely what it wants to do, and it does it all with a restrained, unshakeable charm. That makes it one of the best achievements in the Ghibli catalog.

### Награды
| Год             | Награда                                    | Категория                          | Результат     | Получатель                      |
| --------------- | ------------------------------------------ | ---------------------------------- | ------------- | ------------------------------- |
| 1990            | 12-й Anime Grand Prix                      | Лучшее аниме                       | Победа        | «Ведьмина служба доставки»      |
| 1990            | 12-й Anime Grand Prix                      | Лучший женский персонаж            | Победа        | Кики                            |
| 1990            | 12-й Anime Grand Prix                      | Лучшая музыкальная тема в аниме    | Победа        | «Yasashisa ni Tsutsumaretanara» |
| 1990            | 44-я премия «Майнити»                      | 'Лучший анимационный фильм         | Победа        | «Ведьмина служба доставки»      |
| 1990            | Награда «Кинэма Дзюмпо»                    | Выбор читателей                    | Победа        | «Ведьмина служба доставки»      |
| 1990            | 13-я Премия Японской киноакадемии          | Особая награда                     | Победа        | «Ведьмина служба доставки»      |
| 1990            | 13-я Премия Японской киноакадемии          | Приз зрительских симпатий          | Победа        | «Ведьмина служба доставки»      |
|                 | 7-я ежегодная премия «Золотой крест»       | Золото в номинации «Японское кино» | Победа        | «Ведьмина служба доставки»      |
|                 | The Movie’s Day                            | Награда за особые достижения       | Победа        | «Ведьмина служба доставки»      |
|                 | The Erandole Award                         | Особая награда                     | Победа        | «Ведьмина служба доставки»      |
|                 | Премия Японской киноакадемии               | Лучший фильм                       | Победа        | «Ведьмина служба доставки»      |
| Лучший режиссёр | Премия Японской киноакадемии               | Победа                             | Хаяо Миядзаки |                                 |
|                 | Премия Агентства по делам культуры         | Лучший фильм                       | Победа        | «Ведьмина служба доставки»      |
|                 | Чествование культуры Токийской метрополии  | Лучший фильм                       | Победа        | «Ведьмина служба доставки»      |
|                 | 7-я ежегодная премия «Прибыльный режиссёр» | Лучший режиссёр                    | Победа        | Хаяо Миядзаки                   |

## Влияние
По мнению российского эксперта по аниме Бориса Иванова, только выпуск «Ведьминой службы доставки» превратил студию «Гибли» в экономически состоятельное предприятие и поспособствовал признанию Миядзаки ведущим режиссёром японской анимации и «живым классиком».
Создатель японского игрового фильма 2014 года (в сюжет которого включены приключения Кики из второй книги Эйко Кадоно, на момент съёмок аниме ещё не написанной), отметив, что всемирно известный анимационный фильм задал стандарты восприятия этой истории, и что это создаёт ему дополнительные сложности в создании своей версии мира «Службы доставки», тем не менее позаимствовал у Миядзаки драматичный поворот с потерей способности к полёту. Отсутствуют в книге, но были в аниме и другие попавшие в кинофильм моменты: неумение Кики ездить на велосипеде, её короткая стрижка, увлечённость Томбо строительством мускулолёта и тому подобное.
В эпизоде Симпсонов «Замужем за толстяком» англ. Married to the Blob, где пародируются сцены японской анимации, показан полёт двух ведьм из «Службы доставки». Один из ведущих разработчиков свободного анимационного пакета Blender, французский художник Dono создал короткометражный трёхмерный мультфильм Tribute to Hayao Miyazaki, где среди прочих была смоделирована в объёме сцена с кошкой Лили и котом Зизи, и показана Кики среди важнейших героев фильмов Мияздзаки.

## Комментарии
1. ↑  Первоначально сцена на пляже планировалась, в чём можно убедиться в The Art of Kiki’s Delivery Service: A Film by Hayao Miyazaki. — P. 94. — ISBN 1-4215-0593-2 ISBN 978-1-4215-0593-0.
2. ↑  О связи сцены на велосипеде с потребностью показать Кики смеющейся указывается на с. 125 The Art of Kiki’s Delivery Service: A Film by Hayao Miyazaki. — ISBN 1-4215-0593-2 ISBN 978-1-4215-0593-0.
3. ↑  Проиллюстрированный здесь эпизод, где Кики читает доверенное ей для доставки чужое любовное письмо, не вошёл в сценарий фильма.
4. ↑  Детская звукоподражательная форма имени Кристина в некоторых европейских языках, см. fr:Kiki
5. ↑  См., например, заметки о дубляже, сделанном «Диснеем», на IMDb.com Архивная копия от 26 сентября 2015 на Wayback Machine
6. ↑  В частности, Иллария Станья озвучила Барта в итальянской версии сериала «Симпсоны», см. список её ролей на сайте AntonioGenna.net
7. ↑  В монографии Бориса Иванова «Введение в японскую анимацию» можно познакомиться с авторским пониманием особенностей «женского аниме»